# سپندارمذ (امشاسپند)
سِپَندارْمَذ (اوستایی: 𐬯𐬞𐬆𐬧𐬙𐬀 𐬁𐬭𐬨𐬀𐬌𐬙𐬌 = سْپِنتَ آرمَئیتی) یکی از ایزدبانوان و اَمِشاسْپَندان زرتشتی است. در زبان پهلوی بدان «سپندارمذ» (sepandaarmaz) یا «سپندارمت» گویند و در فارسی، سِپَندارْمَد نیز خوانده شده است.
امشاسپند سپندارمذ، نگهبان و ایزدبانوی زمین سرسبز و نشانی از باروری و زایش است.
روز پنجم هر ماه و ماه دوازدهم هر سال سپندارمذ، یا اسفند نام دارد.

## معرفی

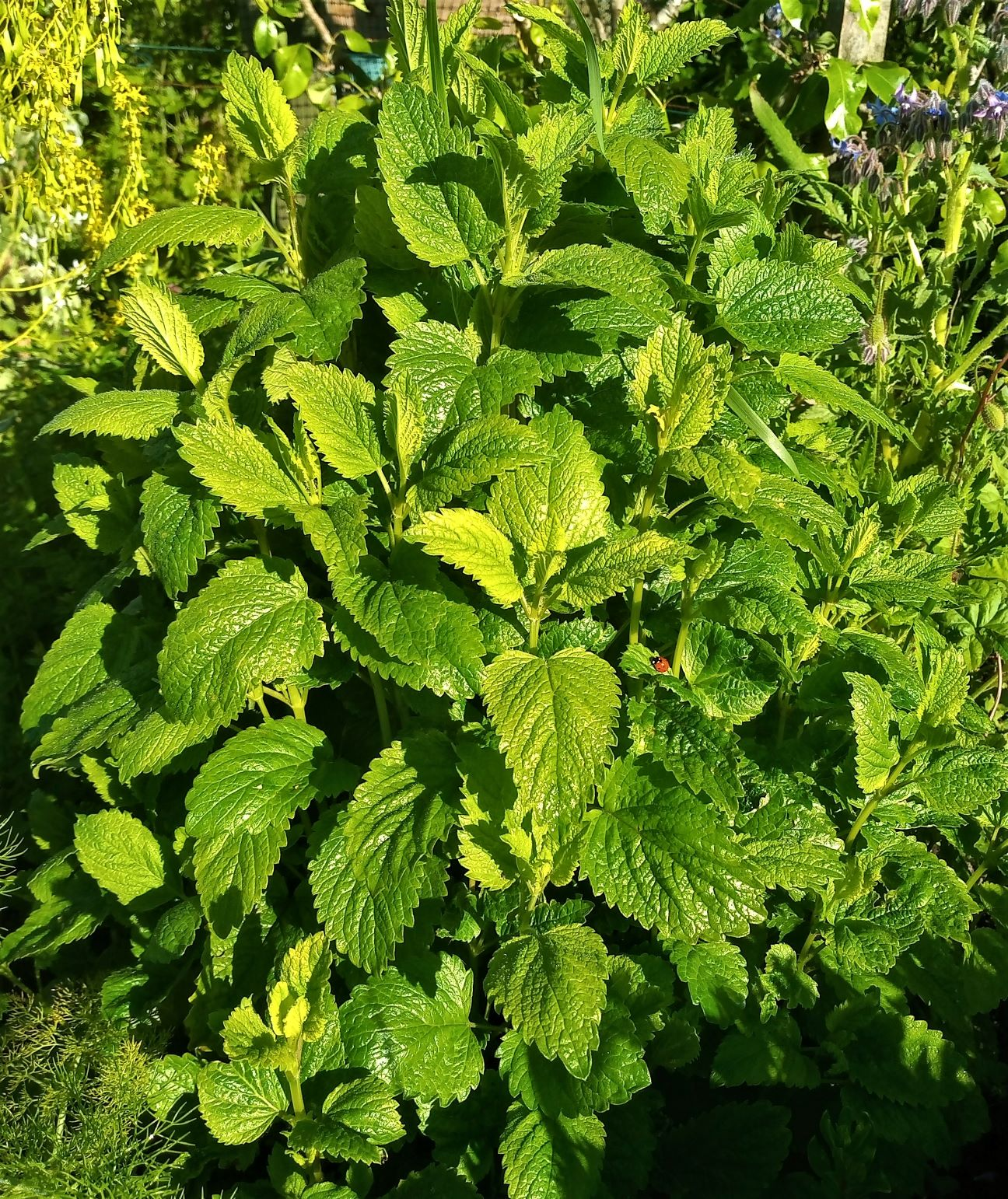
پلنگ مشک، گونه‌ای از گیاهان خانواده نعناییان، ویژه ایزدبانو سپندارمذ

در فرهنگ پهلوی سپندرمت یا همان سپندارمذ، نام یکی از امشاسپندان و در عین حال نام پنجمین روز ماه و دوازدهمین ماه سال معرفی شده است. وی را همان ایزدبانو بسیار قدیمی اسفند دانسته‌اند و گفته‌اند که او را دو امشاسپند دیگر یعنی هورواتات (خرداد) و امرتات (امرداد) همراهی می‌کنند و این سه گروهی از امشاسپندان را می‌سازند که قرینهٔ سه امشاسپند نخستین، یعنی وهمن (وهومن یا همان بهمن)، اشه وهیشته (اردیبهشت) و خشتره وییریه (شهریور) محسوب می‌شوند.
سپند آرامئیتی یا همان اسفند به معنی بی نقصی و سلامت کامل است. وی محافظ و پاسدار زمین و در عین حال مظهر تمکین، تقوا و عبادت می‌باشد.

## واژه‌شناسی
این واژه که در اوستایی «سْپِنْتَه آرمَئیتی» (Spenta-Ârmaiti) می‌باشد و نام چهارمین امشاسپند است، از دو بخش «سپنته» (Spenta) یا «سپند» به مانک پاک و مقدس و «آرمئیتی» (Ârmaiti) به مانک
فروتنی و بردباری تشکیل شده است و مانک این دو با هم فروتنیِ پاک و مقدس است. این واژه در پهلوی «سپندارمت» (SpandÂrmat) و در فارسی «سپندارمذ» و «اسفندارمذ» و «اسفند» شده است.
به لحاظ لغوی، در این تعبیر کلمهٔ اَرمَیتی به معنای اخلاص و فروتنی و فداکاری و بردباری مقدس می‌باشد که در ویده‌ها نیز به همین نام و در همین معانی به کار برده شده است. این تعبیر در ریگ وده به معنی زمین و در پهلوی به معنای فرزانه کامل آمده است. امّا سپنت، صفت ارمیتی می‌باشد که بعدها بدان افزوده شده است.
سپندارمذ در جهان معنوی نمودار محبت و بردباری و تواضع اهورامزدا است و در جهان مادی فرشته‌ای است که موکّل زمین است. اَرمیتی همواره زمین را خرّم و آباد و بارور می‌سازد و هر کسی که در زمین به کشت و زرع بپردازد و مزرعه‌ای را آباد کند، خشنودی او را فراهم ساخته است.
«ارمیتی» در شاخهٔ هندی با سرسوتی قابل مقایسه است.

## سپندارمذ و آفرینش مردم

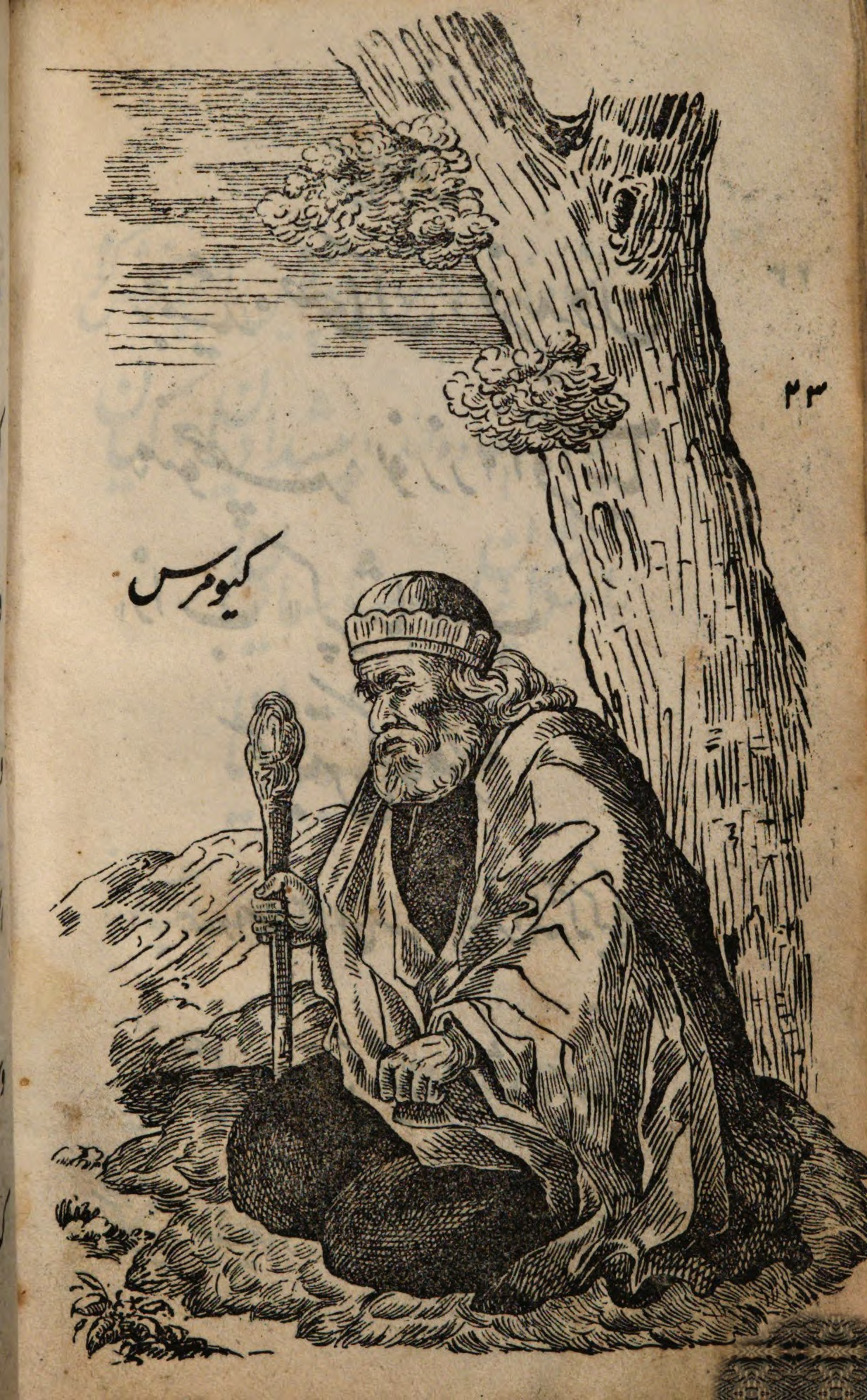
کیومرث، اثر عبدالمطلب اسپهانی در نامهٔ خسروان؛ کتابخانهٔ ایالتی باواریا.

در داستان‌های ایرانی، سپندارمذ یکی از امشاسپندان و ایزدبانوی زمین، باروری و فروتنی است که دستی بزرگ در پدید آمدن مردم دارد. بر پایهٔ نوشته‌های پهلوی، پس از آنکه کیومرث، نخستین مرد و شاه، به دست اهریمن و دیوان کشته شد، تخم او بر زمین ریخت. در این هنگام، دو ایزد از آن پاسداری کردند: نریوسنگ که دو سوم از آن را نگاه داشت و سپندارمذ که از یک سوم آن نگهبانی کرد.
این تخم در زمین پالوده شد و پس از گذشت زمانی، به دو شاخه ریواس دگرگون گشت که نخستین جفت مردم، مشی و مشیانه، از آن پدید آمدند. نقش سپندارمذ در این کار، پیوند ژرف او را با زمین، باروری و پرورش زندگی نشان می‌دهد. در باورهای ایرانی، زمین همچون مادری مهربان، پذیرای تخم کیومرث شد و با یاری ایزدبانوی خود، نخستین مردم را به جهان آورد.

## جشن سپندارمذگان

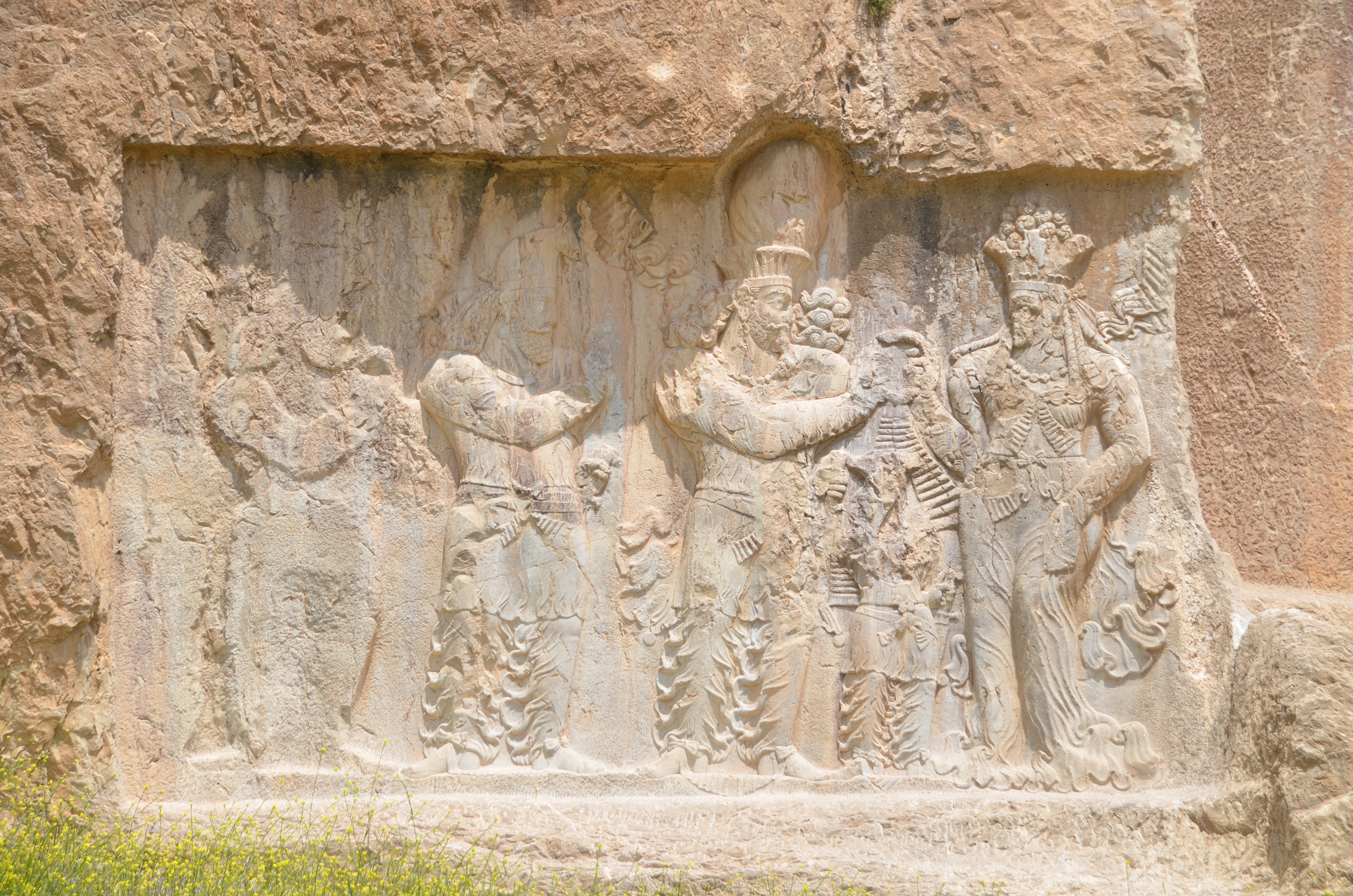
پیشکش کردن به بانوان

جشن سپندارمذگان یا جشن اسپندگان روز عشق ایرانی است و یکی از جشن‌های ایران باستان است که در روز ۵ اسفند در گاهشمار زرتشتی که برابر با روز ۲۹ بهمن در گاهشمار خورشیدی است، برگزار می‌شود؛ زیرا در گاهشمار زرتشتی ۶ ماهه نخست سال ۳۰ روزه بوده و چون در گاهشمار خورشیدی ۶ ماهه نخست سال ۳۱ روزه است. روز درست برگزاری جشن سپندارمذگان در گاهشمار خورشیدی ۲۹ بهمن می‌باشد. این جشن ریشه در امپراتوری هخامنشیان دارد. ابوریحان بیرونی در آثارالباقیه آورده است که ایرانیان باستان، روز پنجم اسفند را روز بزرگداشت زن و زمین می‌دانستند.
اگرچه منابع کهن از جمله ابوریحان این جشن را در روز پنجم اسفند در گاهشمار زرتشتی یاد کرده‌اند، اما با توجه به تغییر ساختار گاهشمار ایرانی در زمان خیام که پس از ابوریحان می‌زیست، و سی و یک روزه شدن شش ماه نخست سال در گاهشماری خورشیدی، برخی منابع و به درست تاریخ یاد شده را ۶ روز به عقب آورده‌اند که این کار درست است؛ زیرا بر پایه منابع کهن و همان‌طور که از نام آن پیداست این جشن به روز اسپند یعنی پنجمین روز ماه از ماه اسفند در گاهشمار زرتشتی اشاره دارد.
دکتر محمد نجاری پژوهشگر مطالعات تطبیقی زنان در هنر و ادبیات، نیز در سخنرانی خود با عنوان سوگ و سورنامه، با استناد به ابوریحان بیرونی و گُردیزی، تاریخ پنج اسفند را در گاهشمار زرتشتی درست می‌داند و می‌گوید: «بنا به گفتهٔ ابوریحان اسپندارمَذ ایزد موکل بر زمین و ایزدِ پشتیبان و نگاهبان زنان شوهردوست و پارسا و درستکار بوده و به همین مناسبت این روز، جشن زنان، نامگذاری و مردم برای گرامیداشت زنان، به ایشان کادو می‌دادند و بخشش می‌کردند.
این گزاره را گردیزی نیز در زین الاخبار آورده است: از این رپی جشن را مردگیران می‌گفتند که زنان به اختیار خویش و با آزادی، شوی و مَرد زندگی خود را برمی‌گزیدند؛ بنابراین در روز پنجم ماه اسفند در گاهشمار زرتشتی جشن زنانهٔ «مَردگیران» یا «مژدگیران» که ویژه زنان نام داشته، برگزار می‌شده است؛ پس تاریخ درست جشن سپندارمذگان یا اسپندگان یا مردگیران یا مژدگیران، در گاهشمار خورشیدی ۲۹ بهمن برابر با ۵ اسفند در گاهشمار زرتشتی خواهد بود».